# 新保安镇
新保安镇，是中华人民共和国河北省张家口怀来县下辖的一个乡镇级行政单位。

## 行政区划
新保安镇下辖以下地区：
保安镇社区、民主街村、前进街村、光明街村、新兴街村、自由街村、解放街村、幸福街村、东关街村、东园子村、枣口村、小园村、东黄庄村、坝口村、亭上村、赵家山村、渠上村、鸽子堂村、艾家沟村、于洪寺村、梁家庄村、盘道底村、水窑沟村和西园子村。

## 交通
- 京包铁路：新保安站
- 110国道
- 京张高速公路